# Ökenstenskvätta
Ökenstenskvätta (Oenanthe deserti) är en liten tätting som häckar från Marocko genom Mellanöstern och vidare till Mongoliet, Afghanistan, Tibet och västra Kina. Övervintringsområdet sträcker sig från norra Afrika till nordvästra Indien. Arten är en regelbunden men sällsynt gäst i Europa, med exempelvis ett 60-tal fynd i Sverige. IUCN kategoriserar den som livskraftig.

## Utseende
Ökenstenskvättan är en 14,5-15 centimeter lång, ganska kompakt stenskvätta med stort huvud och kort hals och stjärt. Stjärten är i alla dräkter nästan helsvart och har bara lite vitt längst in på sidorna, närmast den vita övergumpen. Vingpennorna är ljust gråbruna och kontrasterar mot de mörka undre vingtäckarna. Undersidan är i alla dräkter ljust beigevit. 
Adult hane i sommardräkt har kontrastrik dräkt med svart haka och kind, vitt ögonbrynsstreck, vita skuldror och varmt sandfärgad hjässa, nacke och framrygg och ljust sandfärgat bröst. Hos den sittande fågeln förbinds den svarta kinden med den i hopfällt läge svarta delen av vingen, något som skiljer den från exempelvis svartstrupig morf av medelhavsstenskvätta. 
Både adult hona och hane i första vinterdräkt är rätt kontrastlösa i bleka gråbruna färger, utöver stjärten och de mörka undre vingtäckarna. De har även ett ljust ögonbrynsstreck som sträcker sig över örontäckarna som hos honan är rödbruntonade och hos hane i första vinterdräkt är gråmelerade, vilket beror på ljusa bräm som döljer de svarta fjäderbasarna.

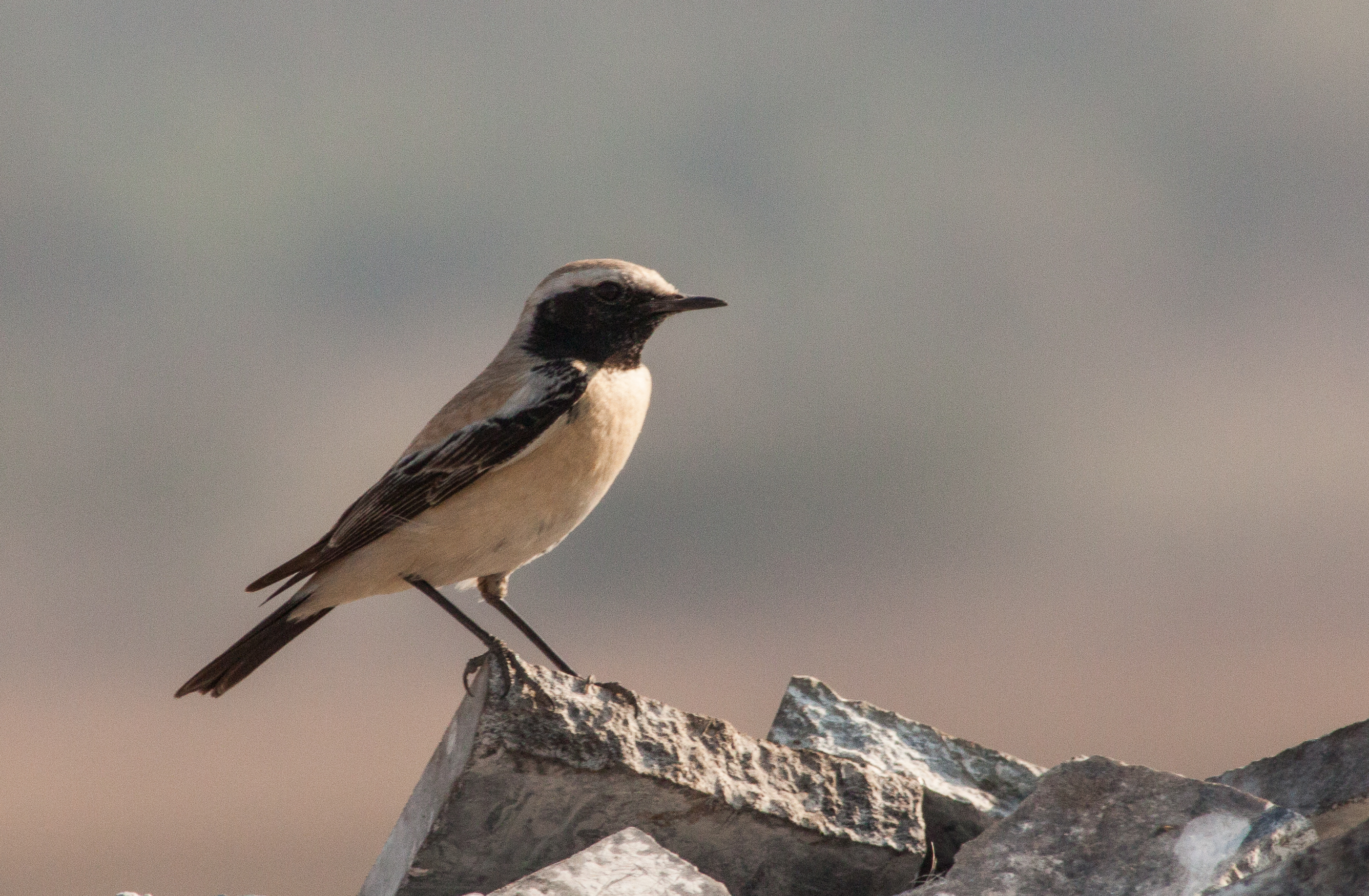
Adult hane i vinterdräkt.

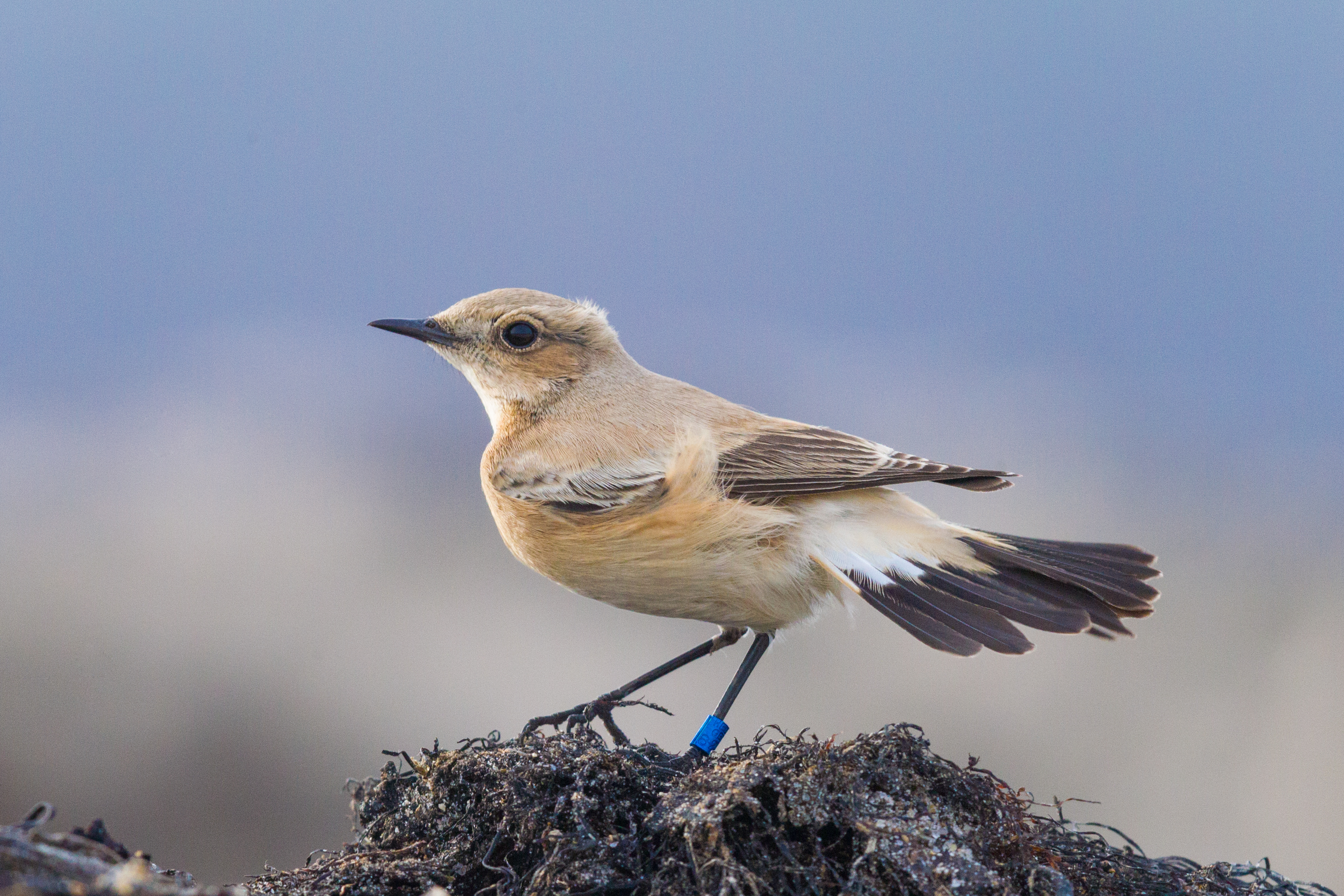
Adult hona i vinterdräkt.

## Läte
Ökenstenskvättans sång är typisk, en kort fallande strof, klart flöjtande och mycket vemodig i tonen: "tryy-trutrutru". Före dagningen kan den utföras i sångflykt, ibland flera i kör. Bland lock- och oroslätena hörs dämpat smattrande "tk-tk-tk", smackande "tsack" och gnissliga "viiäh".

## Utbredning och systematik
Ökenstenskvätta delas in i tre underarter med följande utbredning:
- Oenanthe deserti homochroa (Tristram, 1859) – häckar i norra Afrika, från Marocko och Västsahara till området i Egypten väster om Nilen; till största delen stannfågel, men fåglar i södra och östra Marocko flyttar söderut[6]
- Oenanthe deserti deserti (Temminck, 1825) – häckar från nordöstra Egypten, genom Mellanöstern till Mongoliet och Afghanistan; flyttfågel som övervintrar i nordöstra Afrika, Arabiska halvön, Irak och Pakistan
- Oenanthe deserti oreophila (Oberholser, 1900) – häckar i Himalaya, i Tibet och västra Kina

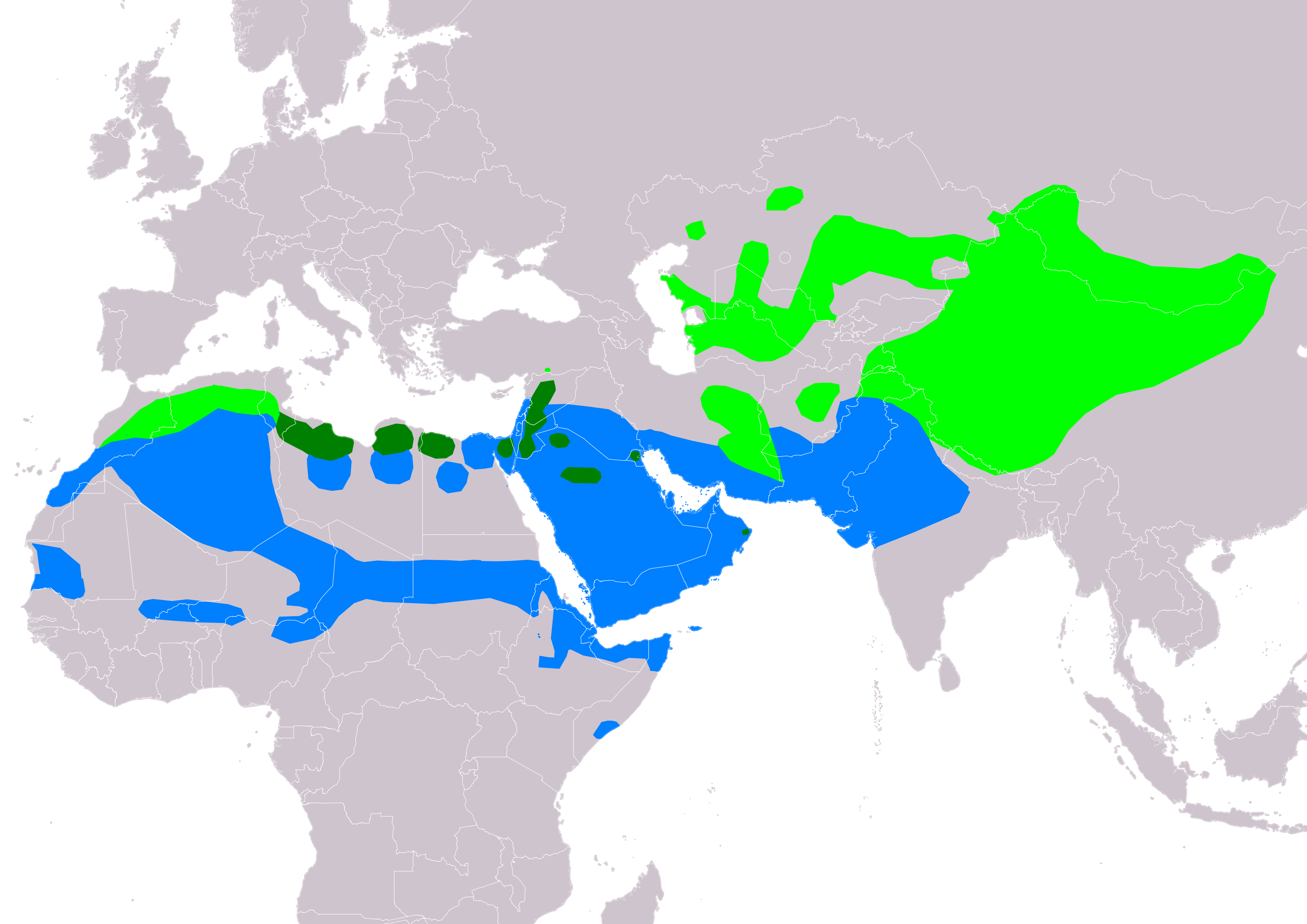
Ökenstenskvättans utbredningsområde, där ljusgrönt betecknar vistelse häckningstid, blått övervintringsområde och mörkgrönt förekomst året runt.

### Ökenstenskvätta i Sverige
Ökenstenskvättan är en sällsynt men i princip årlig gäst i Sverige, med 67 fynd fram till 2020. Första fågeln var en hona som samlades in i Ottenby på Öland i oktober 1941. Öland och Gotland står för närapå hälften av fynden och en övervägande majoritet har setts i oktober och november. Tre av fynden har bestämts till atrogularis och de flesta de övriga fynden tros även utgöras av denna underart.

### Familjetillhörighget
Stenskvättorna ansågs fram tills nyligen liksom bland andra buskskvättor, stentrastar, rödstjärtar vara små trastar. DNA-studier visar dock att de är marklevande flugsnappare (Muscicapidae) och förs därför numera till den familjen.

### Släktskap
Genetiska studier visar att ökenstenskvättan är närmast släkt med munkstenskvättan (O. monacha). Tillsammans utgör de en systergrupp till de nära besläktade arterna östlig och västlig medelhavsstenskvätta, nunnestenskvätta och cypernstenskvätta.

## Ekologi

### Habitat
Ökenstenskvättan förekommer i öppna habitat, stäpp, öken, saltöken, utorkade flodbäddar och andra sandiga, steniga eller klippiga miljöer. Den förekommer upp till 3500 meters höjd över havet. Vintertid uppsöker den även odlad mark på landsbygden när det även finns öppna områden i närheten.

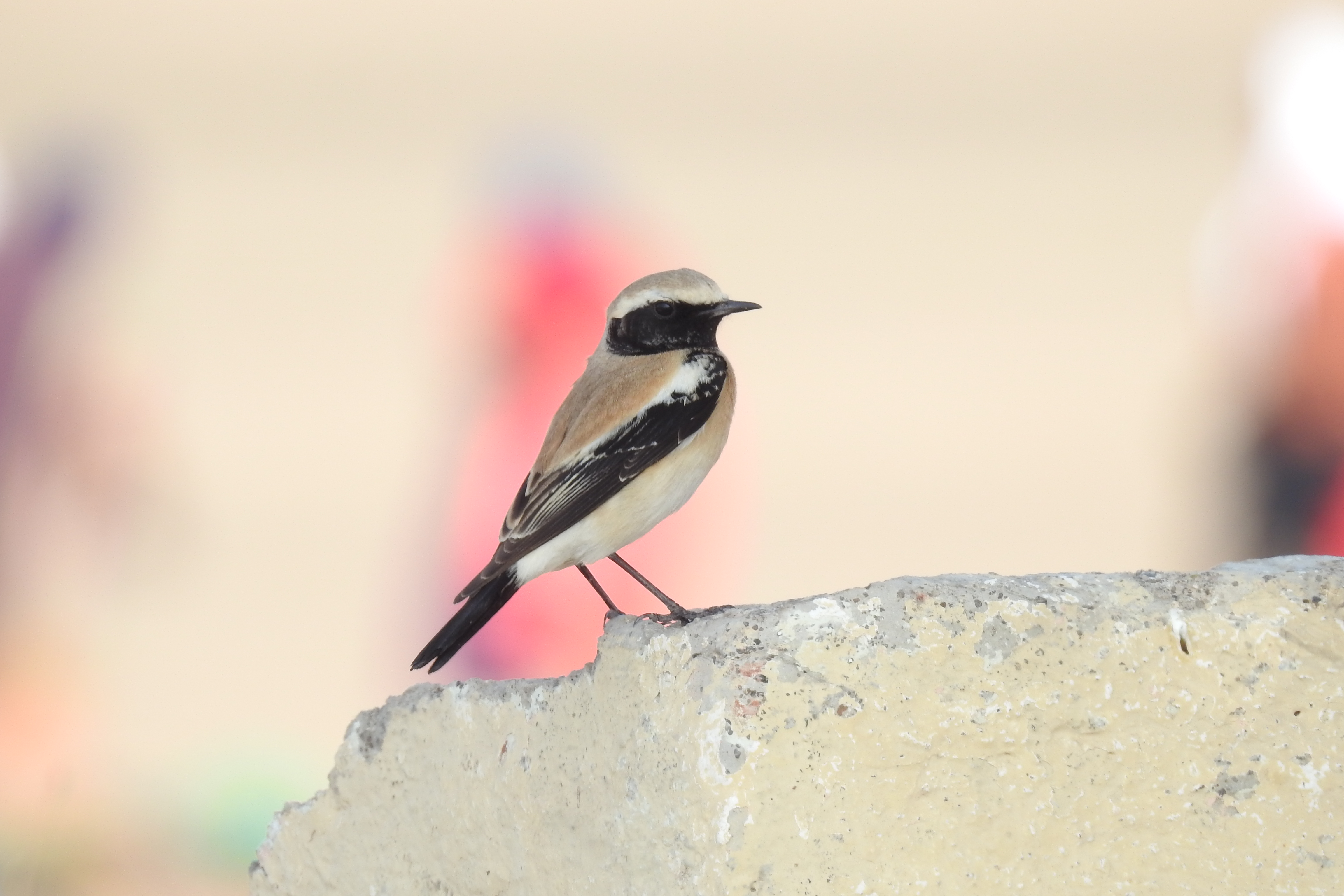
Ökenstenskvätta fotograferad i Jamnagar i indiska delstaten Gujarat.

### Föda och födosök
Ökenstenskvättan tenderar att sitta på en gren i en buske, på ett strå i en grästuva eller på annan upphöjd plats och dyka ned på marken nedanför för att fånga insekter och andra små ryggradslösa djur, men den kan även fånga insekter i luften. Den lever främst av myror, skalbaggar, larver, flugor och insekteslarver , däribland myrlejonsländor. Den äter även en mindre mängd frön.

### Häckning
Arten häckar från under senare delen av april eller i maj över merparten av sitt utbredningsområde. Boet placeras på klippiga sluttningar, i håligheter under stenar och liknande. Boet, som ofta döljs bakom ärttörne, buskar eller annan buskig vegetation är en prydligt byggd skål av gräs, mossa och stjälkar, fodrad med fina rötter och hår, och ibland små fjädrar. Den lägger fyra, ibland fem ljust blåaktiga ägg med fina roströda fläckar. Äggen ruvas främst av honan och båda föräldrarna tar hand om ungarna.

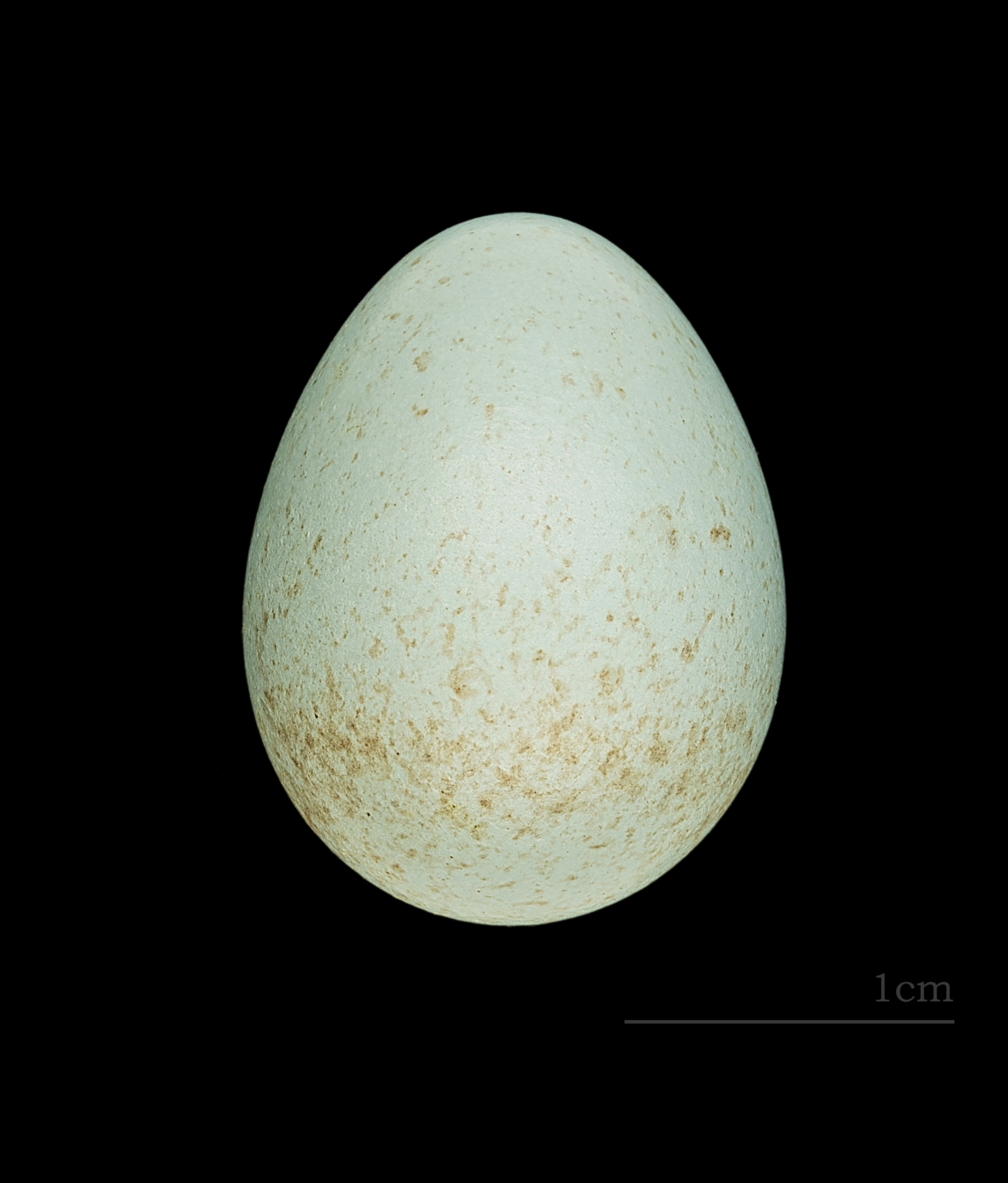
Ägg av underarten homochroa.

## Status och hot
Ökenstenskvättan har ett mycket stort utbredningsområde och den globala populationen verkar stabil. Utifrån detta listas den som livskraftig (LC) av IUCN.